# Xysticus nubilus
Xysticus nubilus là một loài nhện trong họ Thomisidae.
Loài này thuộc chi Xysticus. Xysticus nubilus được Eugène Simon miêu tả năm 1875.